# Cassafroneta
Cassafroneta forsteri es una especie de araña araneomorfa de la familia Linyphiidae. Es el único miembro del género monotípico Cassafroneta.

## Distribución
Es un endemismo de Nueva Zelanda. 